# Acantholimon vedicum
Acantholimon vedicum е вид растение от семейство Саркофаеви (Plumbaginaceae).

## Разпространение
Разпространен е в Армения.